# Liste bedeutender Wörterbücher
Die folgende Liste enthält im ersten Teil aktuell gebräuchliche sowie historisch bedeutsame einsprachige Wörterbücher des Deutschen, im zweiten Teil maßgebliche Wörterbücher anderer Sprachen (einschließlich zwei- und mehrsprachiger Wörterbücher).

## Wörterbücher zur deutschen Sprache

### Aktuelle Universalwörterbücher
- Digitales Wörterbuch der deutschen Sprache (DWDS): Digitales Wörterbuchsystem auf der Basis elektronischer Textkorpora, unter anderem des digitalisierten Wörterbuchs der deutschen Gegenwartssprache und des digitalisierten Etymologischen Wörterbuchs des Deutschen; über 250.000 Stichwörter.
- Der seit 1880 erscheinende[1] Duden ist das bekannteste Wörterbuch der deutschen Sprache.
  - Duden – die deutsche Rechtschreibung war von 1955 bis zur Reform 1998 offizielle Grundlage der amtlichen Rechtschreibung.[2] 2024 erschien die 29. Auflage.[3]
  - Duden Deutsches Universalwörterbuch, einbändiges allgemeinsprachliches Wörterbuch seit 1983, 10. Auflage 2023.
  - Duden, Das große Wörterbuch der deutschen Sprache (abgekürzt GWDS oder GWB), 3. Auflage 1999 in zehn Bänden, 4. Auflage 2012 als CD-ROM, mit 230.000 Stichwörtern
- Pons Online-Wörterbuch Deutsche Rechtschreibung: rund 157.000 Stichwörter umfassendes Onlinewörterbuch der deutschen Sprache.[4]
- Wiktionary, das freie Wörterbuch: Das deutschsprachige Wiktionary umfasst (Stand 2023) etwa 145.000 deutsche Grundformen.

### Universalwörterbücher des 20. und 21. Jahrhunderts
- Wörterbuch der deutschen Gegenwartssprache (WDG), 6 Bände, herausgegeben 1961–1977 von der Akademie der Wissenschaften der DDR unter Leitung von Ruth Klappenbach; jetzt im DWDS.[5] Aus dem WDG das Handwörterbuch der deutschen Gegenwartssprache in 2 Bänden (1984), bearbeitet von Günter Kempcke.
- Brockhaus Wahrig Deutsches Wörterbuch, 6 Bände, Wiesbaden/Stuttgart 1980–1984. Ursprünglich als Deutsches Wörterbuch herausgegeben von Gerhard Wahrig, zuletzt herausgegeben von Renate Wahrig-Burfeind, 9. Ausgabe 2011; 2014 Vertrieb eingestellt. Die Ausgabe von 2011 ist im Internet beim DWDS verfügbar[6]
- Lutz Mackensen: Deutsches Wörterbuch. 1. Auflage 1954, 13. Auflage 1986; Nachdrucke der 13. Auflage 1996, 2002, 2008 in unreformierter Rechtschreibung.

### Universalwörterbücher vor 1900
- Vorläufer der Wörterbücher waren die Glossare, von denen der Abrogans aus dem 8. Jahrhundert das älteste oberdeutsche ist.
- Johann Christoph Adelung: Grammatisch-kritisches Wörterbuch der Hochdeutschen Mundart, 4 Bände, 1. Auflage 1774–1780, 2. Auflage 1793–1800. Erstes großes allgemeinsprachliches Gesamtwörterbuch der deutschen Sprache.[7]
- Joachim Heinrich Campe: Wörterbuch der deutschen Sprache, 5 Bände, 1807–1811. Neben dem Adelung das wichtigste Wörterbuch der Goethezeit.[8]
- Handwörterbuch der deutschen Sprache mit Hinsicht auf Rechtschreibung, Abstammung und Bildung, Biegung und Fügung der Wörter, so wie auf deren Sinnverwandtschaft von Johann Christian August Heyse, fortgeführt von seinem Sohn Karl Wilhelm Ludwig Heyse, 1833–1849.
- Deutsches Wörterbuch, begonnen 1838 von Jacob Grimm und Wilhelm Grimm („Grimmsches Wörterbuch“ oder DWB), das umfassendste deutsche Wörterbuch, behandelt den deutschen Wortschatz in seiner geschichtlichen Entwicklung. Abgeschlossen 1961, Neubearbeitung seit 1983.[9][10]
- Wörterbuch der deutschen Sprache von Daniel Sanders, 1. Auflage 1860–1865. 2. Auflage von 1876, Ergänzungsband 1885[11]
- Deutsches Wörterbuch von Moritz Heyne, 1890–1895.
- Deutsches Wörterbuch von Hermann Paul, Niemeyer, Halle 1897. 10. Auflage, bearbeitet von Helmut Henne, Heidrun Kämper und Georg Objartel, Niemeyer, Tübingen 2002, ISBN 3-484-73057-9; Textarchiv – Internet Archive.

### Wörterbücher zu älteren Sprachstufen des Deutschen
- Althochdeutsches Wörterbuch, 1935 begründet von Elisabeth Karg-Gasterstädt und Theodor Frings, Sächsische Akademie der Wissenschaften zu Leipzig
- Mittelhochdeutsches Wörterbuch. Mit Benutzung d. Nachl. von Georg Friedrich Benecke ausgearb. von Wilhelm Müller und Friedrich Zarncke. Hirzel, Leipzig 1854–1863
- Matthias Lexer: Mittelhochdeutsches Handwörterbuch. Zugleich als Supplement und alphabetischer Index zum Mittelhochdeutschen Wörterbuche von Benecke-Müller-Zarncke. Hirzel, 1872–1878
- Mittelhochdeutsches Wörterbuch. Hrsg. von Kurt Gärtner, Klaus Grubmüller, Karl Stackmann. Band 1 ff. Hirzel, Stuttgart 2006 ff.
- Mittelniederdeutsches Handwörterbuch
- Frühneuhochdeutsches Wörterbuch
- Das Schweizerische Idiotikon ist nicht allein Mundartwörterbuch, sondern auch das spätmittelhochdeutsche und frühneuhochdeutsche Wörterbuch der Schweiz.
- Das Deutsche Rechtswörterbuch (DRW) behandelt den deutschen Rechtswortschatz von der Spätantike bis zum 19. Jahrhundert.

### Spezial- und Fachwörterbücher
- Das Deutsche Fremdwörterbuch, 7 Bände, De Gruyter 1913–1988, begonnen von Hans Schulz und Otto Basler, seit 1995 neu erarbeitet am Institut für Deutsche Sprache in Mannheim, stellt den heute geläufigen Fremdwortschatz der deutschen Standardsprache in seiner historischen Entwicklung dar.
- Friedrich Kluge: Etymologisches Wörterbuch der deutschen Sprache, 1. Auflage 1883. 25. Auflage, bearbeitet von Elmar Seebold, De Gruyter, Berlin/Boston 2011, ISBN 978-3-11-022364-4.
- Wolfgang Pfeifer: Etymologisches Wörterbuch des Deutschen. 1. Auflage: 3 Bände, Akademie-Verlag, Berlin (Ost) 1989, 5. Auflage dtv, München 2000, jetzt Bestandteil des DWDS.
- Feste Wortverbindungen des Deutschen. Kollokationenwörterbuch für den Alltag. Tübingen 2014.
- E. H. M. Gilissen: German Slang – the real German, Bielefeld 2007
- Bodo Mrozek: Lexikon der bedrohten Wörter; Reinbek 2005
- Tilo Cramm und Joachim Huske: Bergmannssprache im Ruhrgebiet; Werne 2002
- Wörterbuch der deutschen Winzersprache

### Regionalsprachliche und Dialektwörterbücher
- Das 2004 erschienene Variantenwörterbuch des Deutschen beschreibt erstmals systematisch die regionalen Varianten der deutschen Standardsprache für alle ganz und teilweise deutschsprachigen Länder.
- Österreichisches Wörterbuch: das für Österreich gültige amtliche Regel- und Wörterbuch der deutschen Sprache, herausgegeben vom Österreichischen Bundesministerium für Bildung (früher: Unterricht), 1. Auflage 1951, 44. Auflage: öbv, Wien 2022
- Badisches Wörterbuch (1925ff.)
- Bayerisches Wörterbuch (1995ff.)
- Brandenburg-Berlinisches Wörterbuch (1968–2001)
- Dialektologisches Informationssystem von Bayerisch-Schwaben
- Frankfurter Wörterbuch (1971–1985)
- Fränkisches Wörterbuch
- Hamburgisches Wörterbuch (1985–2006)
- Helgoländer Wörterbuch (1957–1968; unvollendet)
- Hessen-Nassauisches Wörterbuch (1927ff.)
- Neuer Kölnischer Sprachschatz. 3 Bände (ab der 13. Auflage in einem Band), Greven, Köln, 1. Auflage 1956–1958, 14. Auflage 2017
- Luxemburger Wörterbuch (1954–1975)
- Mecklenburgisches Wörterbuch (1937–1992)
- Mittelelbisches Wörterbuch (2002ff.)
- Niedersächsisches Wörterbuch (1953/65ff.)
- Nordsiebenbürgisch-Sächsisches Wörterbuch (1968–2006)
- Pfälzisches Wörterbuch (1965–1998)
- Pommersches Wörterbuch (1997ff.)
- Preußisches Wörterbuch (1981–2005)
- Rheinisches Wörterbuch (1928–1971)
- Schlesisches Wörterbuch (1963–1965)
- Schleswig-Holsteinisches Wörterbuch (1906, 1925/1927–1935)
- Schwäbisches Wörterbuch (1901–1936)
- Schweizerisches Idiotikon (1881ff.): Wörterbuch des Schweizerdeutschen
- Siebenbürgisch-Sächsisches Wörterbuch (1924–1931, 1971ff.)
- Sudetendeutsches Wörterbuch (1988ff.)
- Südhessisches Wörterbuch (1965/68–2010)
- Thüringisches Wörterbuch (1966/99–2006)
- Vorarlbergisches Wörterbuch (1960–1965)
- Westfälisches Wörterbuch (1969–2021)
- Wörterbuch der bairischen Mundarten in Österreich (1963ff.)
- Wörterbuch der Banater deutschen Mundarten (2013ff.)
- Wörterbuch der deutsch-lothringischen Mundarten (1909)
- Wörterbuch der donauschwäbischen Fachwortschätze (1997–2005)
- Wörterbuch der elsässischen Mundarten (1899–1907)
- Wörterbuch der obersächsischen Mundarten (1978–2003)
- Wörterbuch der Ungarndeutschen Mundarten (2010ff.)

## Bedeutende Wörterbücher in anderen Sprachen
→ Zu etymologischen Wörterbüchern siehe Liste etymologischer Wörterbücher nach Sprachen
Altgriechisch
- Γλώσσαι, spätantikes (byzantinisches?) Wörterbuch des Hesychios von Alexandria, auch eine wichtige Quelle für Nachbarsprachen des Griechischen
- Franz Passow: Handwörterbuch der griechischen Sprache, 1. Auflage: 2 Bände, 1819–1823, 5. Auflage (Neubearbeitung von Valentin Rost und Johann Friedrich Palm), Leipzig 1841–1857
- Wilhelm Pape: Griechisch-Deutsches Handwörterbuch. 1. Auflage 1842, 3. Auflage 1880, auch online[12]
- GD – Wörterbuch Altgriechisch–Deutsch. De Gruyter, Berlin 2023 (deutsche Ausgabe von Francesco Montanari: GI. Vocabolario della Lingua Greca. 3. Auflage. Loescher, Turin 2013).
- A Greek-English Lexicon, 1940 mit Suppl.
- A Greek and Arabic Lexicon, 1992 ff.

Aserbaidschanisch
- Azerbaycanca-Almanca Lueget, Verlag auf dem Ruffel-Engelschoff 1999

Bündnerromanisch
- Dicziunari Rumantsch Grischun (DRG), Band 1 ff. 1939 ff. (Stand 2025: 15 Bände).

Dänisch
- Ordbog over det danske Sprog (ODS), 27 Bände und Quellenband 1918–1956, 5 Supplementbände 1992–2005
- Jysk Ordbog, Jütisches Wörterbuch, gegründet 1932, Webpublikation seit 2000, Stand 2025: 53 Prozent des geplanten Umfangs fertiggestellt
- Ømålsordbogen, Inseldänisches Wörterbuch, Bd. 1 erschien 1992, auf 20 Bände angelegt. Stand 2025: 12 Bände

Englisch
- Dictionary of the English Language von Samuel Johnson, erschienen 1755
- Oxford English Dictionary (OED), 2. Aufl. 20 Bände. Clarendon Press, Oxford 1989; 3. Aufl. auch als CD- und als Onlineversion.
- Webster’s Third New International Dictionary of the English Language Unabridged. 3. Aufl. Hrsg. v. Philip Babcock u. a. Merriam-Webster, Springfield, Mass. 1993.
- Merriam-Webster’s Collegiate Dictionary. 11. Auflage. Merriam-Webster, Springfield, Mass. 2003.
- Academic Press Dictionary of Science and Technology, herausgegeben von Christopher Morris, San Diego, CA 1992, 124000 Stichwörter

Esperanto
- Plena Ilustrita Vortaro, Paris 1972, Neuauflage 2002

Finnisch
- Nykysuomen sanakirja, herausgegeben von der Finnischen Literaturgesellschaft, 6 Bände, WSOY, Porvoo/Helsinki 1951–1961; erstes komplett finnischsprachiges Wörterbuch
- Suomen kielen perussanakirja, herausgegeben vom Forschungszentrum für Landessprachen (Kotimaisten kielten tutkimuskeskus), 3 Bände, Valtion painatuskeskus, Helsinki 1990–1994
- Pekka Katara und Ingeborg Schellbach-Kopra: Suomalais-Saksalainen Suursanakirja / Finnisch-Deutsches Großwörterbuch, WSOY, Porvoo/Helsinki 1974
- Rolf Klemmt und Ilkka Rekiaro: Suomi-Saksa-Suomi sanakirja, Gummerus, Jyväskylä 2008

Französisch
- Dictionaire universel, Contenant generalement tous les mots françois tant vieux que modernes, & les termes de toutes les sciences et des arts von Antoine Furetière, erstmals postum 1690 von Pierre Bayle in Den Haag und Rotterdam herausgegeben.
- Dictionnaire de l’Académie française, 1. Auflage 1694, 9. Auflage 1992–2024, 4 Bände
- Dictionnaire de la langue française von Émile Littré, 1863–1873
- Dictionnaire du français contemporain (1967)
- Sachs-Villatte (zweisprachig Französisch-Deutsch, seit 1869)
- Trésor de la langue française. Dictionnaire de la langue du XIXe et du XXe siècle (1789-1960). Hrsg. v. Paul Imbs u. Bernard Quemada. 16 Bände. CNRS/Gallimard, Paris 1971–1994 (atilf.atilf.fr).
- Le Grand Robert de la langue française. 2. Auflage. Hrsg. v. Alain Rey. 9 Bände. Le Robert, Paris 2001.
- Josette Rey-Debove, Alain Rey (Hrsg.): Le Petit Robert. Le Robert, Paris 2018, ISBN 978-2-85036-976-6.
- Le Dictionnaire. Französisches Online-Wörterbuch[13].
- Glossaire des patois de la Suisse romande, über die Sprache der Romandie, 1924–

Italienisch

- Grande dizionario della lingua italiana, hrsg. v. Salvatore Battaglia, 21 Bände 1961–2002, Supplementbände 2004 und 2009
- Vocabolario dei dialetti della Svizzera italiana, über die Dialekte der italienischen Schweiz, 1952–

Japanisch
- Shinsen Jikyō, erschienen 892
- Wamyō ruijushō, erschienen 938
- Jikyōshū, erschienen 1245
- Setsuyōshū, erschienen vor 1496
- Kōjien, 1955 (6. Auflage: 2008)
- Daijirin, 1988 (3. Auflage: 2006)
- Daijisen, 1995 (2. Auflage: 1998)

Jiddisch
- Nahum Stutchkoff: der ojzer fun der jidischer schprach. YIVO, New York 1991 (Nachdruck der Auflage von 1950), ISBN 0-914512-46-3 (Thesaurus der jiddischen Sprache).
- Juda A. Jofe, Yudel Mark: grojßer werterbuch fun der jidischer schprach. 4 Bände. New York 1961–1980 (geplant als vielbändiges Wörterbuch des rezenten und historischen Jiddisch; unvollendet).

Koreanisch
- Keun Sajeon: (큰 사전 K’ŭn Sajŏn ‚Großes Wörterbuch‘) von der Gesellschaft für Koreanische Sprache herausgegeben. 6 Bände 1947–1957.

Latein
- Immanuel Johann Gerhard Scheller: Ausführliches und möglichst vollständiges lateinisch-deutsches und deutsch-lateinisches Lexicon oder Wörterbuch. 2 Bände. Leipzig 1783
- Karl Ernst Georges: [Zeno-Bibliografie]. In: Ausführliches lateinisch-deutsches Handwörterbuch. 8., verbesserte und vermehrte Auflage. Hahnsche Buchhandlung, Hannover (Digitalisat. zeno.org – 1913/1918, 2 Bände).

- Thesaurus Linguae Latinae, 1900–
- Neues Latein Lexikon. Bonn 1998.
- Lewis and Short: A Latin Dictionary, 1879
- Oxford Latin Dictionary. Oxford University Press 1982; 2. Auflage 2012.

Niederländisch
- Van Dale Groot woordenboek van de Nederlandse taal. 1864–
- Woordenboek der Nederlandsche Taal (WNT). 40 Bände. 1864–1998.

Norwegisch
- Det Norske Akademis ordbok („gemäßigtes“ Bokmål und Riksmål). 6 Bände 1937–1995; seit 2002 weiterer digitaler Ausbau.
- Norsk Ordbok (Nynorsk und Dialekte). 12 Bände. 1966–2016.

Portugiesisch
- Vocabulario portuguez von Raphael Bluteau, erschienen 1712–1721, weiterentwickelt zu:
- Diccionario da lingua portugueza von António de Morais Silva. 2 Bände. Lissabon 1789; 10. Auflage als
- Grande dicionário da língua portuguesa, 12 Bde., Lissabon 1949–1959
- Novo dicionario compacto de lingua portuguesa. Ediçao compacta do texto fundamentel de grande dicionario da lingua portuguesa de Antonio de Morais Silva. 2 Bände. Lissabon 1961; 9. Auflage 1999

Romani
- Siegmund A. Wolf: Großes Wörterbuch der Zigeunersprache (Romani tšiw). Mannheim 1960. 2. durchgesehene Auflage: Buske-Verlag, Hamburg 1987, ISBN 3-87118-777-1.

Rumänisch
- Dicționarul ortografic, ortoepic și morfologic al limbii române (DOOM2). 2. Auflage. 2005.
- Dicționarul explicativ al limbii române (DEX). Ausgabe 2016.

Russisch
- Vollständiges deutsch-russisches Wörterbuch (1856) und Vollständiges russisch-deutsches Wörterbuch (1859) von Iwan Jakowlewitsch Pawlowski
- Erklärendes Wörterbuch der lebendigen großrussischen Sprache von Wladimir Iwanowitsch Dal, erschienen 1863–1866

Schottisch
- Scottish National Dictionary, zehn Bände, 1931–2002, Nachträge online publiziert
- Dictionary of the Older Scottish Tongue, zwölf Bände, 1931–1976

Schwedisch
- Svenska Akademiens ordbok (SAOB), 1893–2023
- Svenska Akademiens ordlista (SAOL), 1 Band (12. Aufl. 1998)
- Nationalencyklopedins ordbok, dreibändig, 1995–1996

Spanisch
- Tesoro de la lengua castellana o española von Sebastián de Covarrubias y Orozco, erschienen 1611.
- Diccionario de la Lengua Española der Real Academia Española, erschienen erstmals 1726–1739, aktuelle Version online[14]

### Zur Lexikographie und Lexikologie des Deutschen
- Herbert Ernst Wiegand: Internationale Bibliographie zur germanistischen Lexikographie und Wörterbuchforschung. Mit Berücksichtigung anglistischer, nordistischer, romanistischer, slavistischer und weiterer metalexikographischer Forschungen. 3 Bde. Berlin: de Gruyter 2006–2007
- Haß-Zumkehr, Ulrike: Deutsche Wörterbücher. Brennpunkt von Sprach- und Kulturgeschichte. Berlin/New York 2001.
- Herbert Ernst Wiegand: Wörterbuchforschung: Untersuchungen zur Wörterbuchbenutzung, zur Theorie, Geschichte, Kritik und Automatisierung der Lexikographie. de Gruyter, Berlin/New York 2000.
- Die deutsche Lexikographie der Gegenwart. In: Wörterbücher, Dictionaries, Dictionnaires. Ein internationales Handbuch zur Lexikographie. Hrsg. v. Franz Josef Hausmann, Oskar Reichmann, Herbert Ernst Wiegand, Ladislav Zgusta. 2. Teilbd. (Handbücher zur Sprach- und Kommunikationswissenschaft 5.2). Berlin/New York 1990, 2100–2246.
- Koschitz, Norbert: Wörterbücher und Wortbanken. Überlegungen zur Lexikografie angesichts der anstehenden Rechtschreibreform. In: Nürnberger Zeitung vom 18. März 1989 (nicht 18. Dezember 1989, wie fälschlich in Wiegand Internat. Bibl. zur germ. Lexikographie Bd. 2, 2006 Nr. 11304)

### Bibliografische Verzeichnisse von Wörterbüchern
- Franz Claes: Bibliographisches Verzeichnis der deutschen Vokabulare und Wörterbücher, gedruckt bis 1600. Hildesheim: Olms, 1977
- Peter Kühn: Deutsche Wörterbücher : eine systematische Bibliographie. Tübingen: Niemeyer 1978
- Burkhard Schaeder: Kleine Bibliographie deutscher Wörterbücher – systematisch geordnet: Enzyklopädien, Fachwörterbücher, allgemeine Sprachwörterbücher, spezielle Sprachwörterbücher. Siegen: Siegener Institut für Sprachen im Beruf, 2000
- Wolfram Zaunmüller: Bibliographisches Handbuch der Sprachwörterbücher . ein internationales Verzeichnis von 5600 Wörterbüchern der Jahre 1460–1958 für mehr als 500 Sprachen und Dialekte. Stuttgart: Hiersemann 1958